# Петров, Андрей Борисович
Андре́й Бори́сович Петро́в (27 декабря 1945, Москва — 23 апреля 2023, Йошкар-Ола) — советский и российский артист балета и хореограф, основатель и художественный руководитель Театра Кремлёвский балет. Народный артист РСФСР (1985).

## Биография
Родился 27 декабря 1945 года в семье актрисы Московского театра «Ромэн» Ольги Петровой и танцовщика Большого театра Бориса Холфина — представителя знаменитой московской балетной династии Холфиных.
В 1965 году окончил Московское хореографическое училище по классу Г. М. Евдокимова и поступил в труппу Большого театра, где танцевал до 1986 года. Танцовщик яркой индивидуальности, он исполнял ведущие характерные и игровые партии в классических и современных балетах.
В 1976 году окончил балетмейстерский факультет ГИТИСа (курс Р. В. Захарова и Е. Я. Чанга).
В 1977—1979 годах стажировался у Ю. Н. Григоровича. Ставил танцы в спектаклях московских драматических театров: «Товарищ, верь!» (1973, Театр на Таганке), «Ехали цыгане» (1974, Московский театр «Ромэн»), «Ленушка» (1975, Театр на Малой Бронной), «Снеги пали» (1975, Театр Сов. Армии), «Дочь, отец и гитарист» (1989, Театр на Таганке).
В 1986—1987 годах — балетмейстер Московского хореографического училище.
В 1987—1989 годах — заведующий труппой Большого театра, где поставил несколько балетов и танцы в операх.
В 1989—1990 годах — балетмейстер Кремлёвского дворца съездов.
С 1990 года — художественный руководитель основанного им Театра балета КДС (с 1992 года — Театр балета ГКД (Кремлёвский балет)).
В 1993—2001 годы также — генеральный директор Государственного Кремлёвского дворца, где был режиссёром-постановщиком многих концертных программ.
С 1997 года — действительный член Международной Академии Информатизации.
С 2000 года — действительный член-академик Международной Академии Творчества.
С 2004 года — профессор кафедры хореографии и балетоведения Московской государственной академии хореографии.
В 2005 году — председатель оргкомитета X Московского международного конкурса артистов балета и хореографов.
С 2006 года — секретарь Союза театральных деятелей РФ, председатель Комиссии СТД РФ по хореографии.
В 2008 году — председатель жюри Всероссийского конкурса артистов балета имени Г. С. Улановой (г. Красноярск).
Скоропостижно скончался 23 апреля 2023 года. Похоронен на Троекуровском кладбище.

## Постановки

### Большой театр

#### Балеты
- 1977 — «Калина красная» на музыку Е. Светланова
- 1981 — «Деревянный принц» Б. Бартока
- 1985 — «Эскизы» на музыку А. Шнитке
- 1985 — «Рыцарь печального образа» на музыку Р. Штрауса

#### Танцы в операх
- 1978 — «Октябрь» В. Мурадели
- 1979 — «Революцией призванный» Э. Лазарева
- 1983 — «Ифигения в Авлиде» К. В. Глюка
- 1983 — «Похищение луны» О. Тактакишвили
- 1985 — «Повесть о настоящем человеке» С. Прокофьева
- 1988 — «Млада» Н. Римского-Корсакова
- 1989 — «Риголетто» Дж. Верди
- 1990 — «Ночь перед рождеством» Н. Римского-Корсакова

### В других театрах
- 1983 — «Весенняя сказка» на музыку П. Чайковского, Софийская народная опера
- 1986 — «Тимур и его команда» И. Агафонникова, Московское хореографическое училище (на сцене Кремлёвского дворца съездов)
- 1986 — «Двенадцать стульев» Г. Гладкова, Челябинский театр оперы и балета
- 1987 — «Эскизы» на музыку А. Шнитке, Софийская народная опера
- 2005 — «Аркаим» Л. Исмагиловой, Башкирский театр оперы и балета
- 2005 — «Ленинградская симфония» на музыку Д. Шостаковича, SOH Dance Troupe (на сцене Шанхайского центра восточных искусств)
- 2008 — «Каменный цветок» С. Прокофьева,  Екатеринбургский театр оперы и балета

### «Кремлёвский балет»
- 1992 — «Руслан и Людмила» на музыку М. Глинки
- 1993 — «Щелкунчик» П. Чайковского
- 1995 — «Зевс» Д. Араписа; «Наполеон Бонапарт» Т. Хренникова
- 1997 — «Лебединое озеро» П. Чайковского (характерные танцы в сцене бала в хореографии Александра Горского, постановка Аллы Богуславской); "Невский проспект: «Портрет» на музыку Д. Шостаковича и «Эскизы» на музыку А. Шнитке
- 1998 — «Том Сойер» П. Овсянникова
- 2000 — «Фантастическая симфония» на музыку Г. Берлиоза
- 2001 — «Коппелия» на музыку Л. Делиба
- 2003 — «Жизель» А. Адана; «Катя и принц Сиама» П. Овсянникова
- 2005 — «Спящая красавица» П. Чайковского
- 2006 — «Эсмеральда» Ц. Пуни
- 2008 — «Фигаро» на музыку В. А. Моцарта и Дж. Россини
- 2009 — «Снегурочка» на музыку П. Чайковского
- 2010 — «Тысяча и одна ночь» Ф. Амирова
- 2020 — «Продавец игрушек» по одноимённой пьесе Виктора Добросоцкого.

## Награды и звания
- Медаль «За трудовое отличие» (25 мая 1976 года) — за заслуги в развитии советского музыкального и хореографического искусства и в связи с 200-летием Государственного академического Большого театра СССР[6]
- Медаль и почётный знак Общества венгеро-советской дружбы «За заслуги в укреплении братской дружбы между советским и венгерским народами» (1981)
- Заслуженный артист РСФСР (2 декабря 1982 года) — за заслуги в области советского хореографического искусства[7]
- Народный артист РСФСР (28 октября 1985 года) — за большой вклад в осуществление культурной программы XII Всемирного фестиваля молодёжи и студентов, пропаганду достижений советского искусства[8]
- Медаль «Pro cultura Hungaria», высшая награда Министерства Культуры и Образования Венгерской Народной Республики (1986)
- Благодарность Президента Российской Федерации (14 августа 1995 года) — за активное участие в подготовке и проведении празднования 50-летия Победы в Великой Отечественной войне 1941—1945 годов[9]
- Медаль Жукова (1996)
- Юбилейная медаль «300 лет Российскому флоту» (1996)
- Орден «За заслуги перед Отечеством» IV степени (1 декабря 1998 года) — за большие заслуги в области хореографического искусства[10]
- Почётная грамота Правительства Российской Федерации (29 января 1998 года) — за большой личный вклад в развитие национального искусства России, организацию и проведение концертных программ и общественно-политических мероприятий[11]
- Орден святого благоверного князя Даниила Московского III степени (РПЦ, 1998)
- Орден «За выдающиеся заслуги в информациологии» Международной академии информатизации (2000)
- Орден Почёта (20 декабря 2005 года) — за заслуги в области культуры и искусства, многолетнюю плодотворную работу[12]
- Благодарность Министра культуры и массовых коммуникаций Российской Федерации (6 июля 2006 года) — за активную и многолетнюю плодотворную работу по пропаганде отечественного хореографического искусства и в связи с 25-летием основания автономной некоммерческой организации "Редакция журнала «Балет»[13].
- Орден Дружбы (30 ноября 2011 года) — за большие заслуги в развитии отечественной культуры и искусства, многолетнюю плодотворную деятельность[14]
- Премия имени Гейдара Алиева (2012 год, Всероссийский азербайджанский конгресс)[15]
- Премия имени Салавата Юлаева (8 октября 2018 года) — за балет «Аркаим»[16]
- Орден «За заслуги перед Отечеством» III степени (1 октября 2021 года) — за большой вклад в развитие отечественной культуры и искусства, многолетнюю плодотворную деятельность[17]